# Whirlpool Corporation
A Whirlpool Corporation é a maior fabricante mundial de eletrodomésticos sediada na cidade de Benton Harbor, no estado de Michigan, nos Estados Unidos. A companhia é detentora de diversas marcas famosas eletrodomésticos ao redor do mundo como Whirlpool, KitchenAid, Consul, Brastemp, B.blend, Maytag, Indesit, Hot Point, Bauknecht, Amana, Acros, Diqua, Gladiator, dentre outras.
Atualmente, conta com vendas anuais de aproximadamente 20 bilhões de dólares, cerca de 61 mil funcionários e 54 centros de produção e pesquisa ao redor do mundo.

## História
A empresa surgiu em novembro de 1911, quando os irmãos Louis e Frederick Upton, se juntaram a seu primo Emory Upton para fundar a Upton Machine Company, uma empresa que fabricaria máquinas de lavar roupas com motor elétrico. Após venderem um primeiro lote de máquinas para a Federal Electric, seus produtos começaram a fazer certo sucesso, chamando a atenção da Sears, Roebuck & Company que encomendou cerca de 100 máquinas de lavar para vende-las sob a marca Kennmore em 1916.

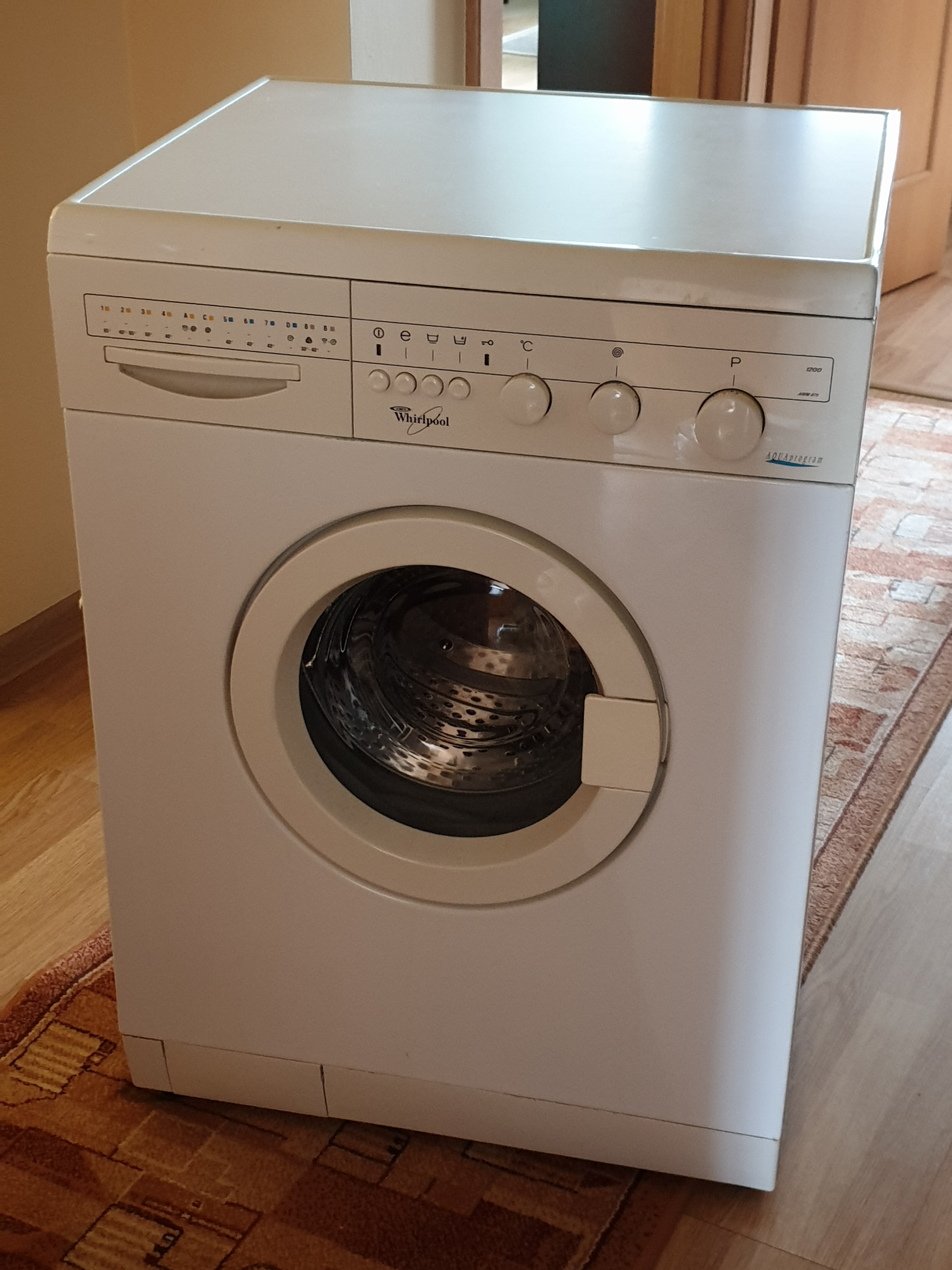
Uma máquina de lavar roupas fabricada pela Whirlpool

Em 1917, a Upton Machine Company criou as férias remuneradas. Todos os funcionários da fábrica receberam uma carta de Louis Upton pedindo para que tirassem uma semana de férias remuneradas. Nesta época, as férias de trabalho não existiam e não eram concedidas por outras empresas.

### Mudanças de nome
Em 1929, se fundiu com a Nineteen Hundred Washer Company, mudando de nome para Nineteen Hundred Corporation. Neste mesmo ano, fechava outra parceria com a Sears para fornecer seus produtos para a rede de loja de departamentos.
Em 1948, lançava suas primeiras lavadoras automáticas com a marca Whirlpool. Anteriormente, a marca Whirlpool pertenceria a Horton Manufacturing Company, que foi adquirida pela Nineteen Hundred Washer Company em 1922.
A Nineteen Hundred Corporation mudou de nome oficialmente para Whirlpool Corporation em 1950. Cinco anos mais tarde, a empresa diversificava sua produção e iniciava a fabricação de fogões, refrigeradores e condicionadores de ar após a aquisição da Seeger Refrigerator Company e da divisão de ar condicionado da RCA.

### Internacionalização
Em 1958, a empresa passa a investir em sua expansão fora do território dos Estados Unidos fazendo seu primeiro investimento na companhia brasileira Brasmotor, ingressando no mercado brasileiro. Em 1961, a Whirlpool faturou 438 milhões de dólares.
Na década de 1980, a empresa passou a comprar diversas fabricantes famosas de eletrodomésticos ao redor do mundo, entrando em mercados em países como México, Canadá, China, África do Sul, Índia, Argentina, Brasil e países da Europa. Em 1986, adquiriu a tradicional fabricante de eletrodomésticos premium KitchenAid, fundada em 1919.
No ano de 1988, a Whirlpool se tornou a maior fabricante de eletrodomésticos do mundo após fechar um acordo com a gigante holandesa Philips, com este acordo, o faturamento da Whirlpool superou o de sua maior concorrente, a Electrolux.
Em 1995, a Whirlpool comprou a Kelvinator, tradicional fabricante de refrigeradores da Índia, entrando com seus produtos no mercado deste país no mesmo ano. Já no ano de 1997, a empresa compra e assume o controle da fabricante brasileira de compressores Embraco.

### Expansão e fechamentos
Em 2004, o faturamento da Whirlpool era acima de 13 bilhões de dólares em vendas mundiais.
No ano de 2006, a companhia pagou 2,6 bilhões de dólares para comprar sua concorrente Maytag após dois anos de negociações. A transação incluiu 1,7 bilhões de dólares pela empresa, mais 900 milhões de dólares para pagar as dívidas da Maytag na época, além de mais 848 milhões de dólares pagos diretamente a investidores que possuíam ações da Maytag.
Esta aquisição foi investigada pelo conselho antitruste do Departamento de Justiça dos Estados Unidos na época por representar um possível risco a concorrência de mercado, visto que tanto a Whirlpool, quanto a Maytag fabricavam os mesmos tipos de produto e os vendiam sob diversas marcas. A investigação foi fechada após a conclusão de que não haviam violações. Após a compra da Maytag, a Whirlpool se consolidou como a maior fabricante de eletrodomésticos do mundo.
Nos anos seguintes, diversas marcas que pertenciam anteriormente a Maytag foram vendidas a outras empresas, como a Hoover (aspiradores de pó), Dixie-Narco (vending machines), Amana Commercial (eletrodomésticos industriais e para food service) e Jade Appliances. Também iniciou um processo de fechamento de fábricas e concentração de linhas de produção em plantas maiores.
Em 2011, a companhia renovou seu logotipo para comemorar o centenário de fundação. Também encerrou as atividades e fechou uma de suas fábricas em Fort Smith, no Arkansas, demitindo cerca de mil funcionários.
Com as vendas na Ásia em queda, em 2014, a Whirlpool adquiriu 51% da Hefei Rongshida Sanyo Electric, uma joint venture fundada pela japonesa Sanyo e o governo chinês. Após a compra, a empresa mudou de nome para Whirlpool China como parte do acordo. No mesmo ano, formalizou a compra de 60% da italiana Indesit em uma transação similar a que foi feita com a Hefei Sanyo.

## Whirlpool no Brasil
Em 1997, a Whirlpool Corporation assume parte do controle acionário da Multibrás, na época, a empresa era responsável pela fabricação de eletrodomésticos das marcas Consul, Brastemp e Semer.
No mesmo ano, a Multibrás recebe o aval para comprar a filial da Whirlpool na Argentina e em 1998, assume as operações da Philips no Chile, transformando-a posteriormente em Whirlpool Chile. Nos anos seguintes, a Whirlpool adquiriu cerca de 98% das ações da Multibrás, se tornando sua acionista majoritária.
Em 2006, a Whirlpool decide promover uma reorganização no quadro acionário e através da fusão das empresas Multibrás e Embraco (Empresa Brasileira de Compressores), funda a Whirlpool S.A. com sede em São Paulo. Além da sede, a empresa também possui outras cinco unidades espalhadas pelo Brasil, nas cidades de São Paulo, Joinville, Jaboatão dos Guararapes, Manaus e Rio Claro.
Em abril de 2018, a Whirlpool vendeu a Embraco para a japonesa Nidec Corporation por 1 bilhão de dólares.
Em dezembro de 2020, a filial brasileira da Whirlpool anunciou um plano de demissão voluntária para seus funcionários visando reduzir custos operacionais e reestruturação financeira. O CEO da Whirlpool na América Latina anunciou que um dos motivos para esta ação, seriam as consequências de um prejuízo de 173 milhões de reais em dívidas deixadas pela rede varejista Ricardo Eletro, que atualmente está em recuperação judicial.
O "Compra Certa", site de venda de produtos Whirlpool direto da fábrica, nasceu em 1988 com o compromisso de levar as marcas Brastemp e Consul a todos os lares. Em uma operação porta a porta, sempre foi oferecido inovação, acesso e crédito para onde o varejo não chegava. Atualmente, é um clube de compras fechado e exclusivo onde é possível encontrar os produtos para casa e bem-estar. Além de produtos Brastemp, Consul e KitchenAid direto da fábrica, o clube conta com grandes marcas de produtos de diversos segmentos.